# Technisub
Technisub è un'azienda italiana produttrice di attrezzatura subacquea.
Il nome dell'azienda deriva da "Tecnologia subacquea".
L'attuale presidente dal 1982, anno in cui il fondatore Luigi Ferraro si è ritirato, è il figlio Paolo Ferraro. 

## Storia
La Technisub è stata fondata il 13 ottobre 1962 da Luigi Ferraro a Genova, assieme al figlio Italo Ferraro, Carlos Reinberg e Paolo Ruggero.
Nel 1969 ha sponsorizzato la spedizione nelle grotte sommerse di Capo Caccia, durante la quale è stato segnato il record di 310 metri di percorso in sifone.
Nel 2011 Technisub acquisisce la White's Manufacturing, un'azienda canadese nata nel 1956, leader nel settore delle mute stagne.
Nel marzo del 2024 la Aqualung ha annunciato la progressiva cessazione delle attività produttive della Technisub condotte presso lo stabilimento di Genova per delocalizzarle in Inghilterra. Lo stabilimento è stato chiuso a febbraio del 2025 ed è stata avviata la procedura di licenziamento per i 29 dipendenti dell'azienda, che hanno ricevuto la cassa integrazione.
Nell'agosto del 2025 la Mares ha acquisito la Technisub scegliendo di far ripartire la produzione nello stabilimento genovese, con 16 dei 29 lavoratori rimasti a carico dell'azienda dopo la procedura di licenziamento avviata in precedenza.

## Prodotti

Enzo Maiorca con una delle prime tute personalizzate

La Technisub produce attrezzature per subacquea, tra cui: pinne, maschere, aeratori, GAV, bombole, mute, guanti, orologi da polso, calzari, torce, coltelli, cavigliere, cinture, segnalatori e boe.
Tra i prodotti della Technisub spiccano:
- il fucile Jaguar;
- la maschera Seal;
- gli erogatori della Spirotechnique di Jacques-Yves Cousteau (i primi per aria compressa).

## Dati economici
L'azienda appartiene alla multinazionale francese Air Liquide e fa parte del gruppo Aqua Lung International. Technisub è inoltre inserita nel gruppo Confisub (assieme a Cressi Sub, Mares, Scubapro Uwatec, Seacsub, Effesub e Omersub), che rappresenta il 70% del mercato internazionale nell'ambito delle attrezzature subacquee.
Ha un capitale sociale di 774.685 euro.

## Sport
Nell'ambito della disciplina dell'apnea è stata fornitrice del campione Enzo Maiorca.

## Cinema
Nel film Agente 007 - Thunderball: Operazione tuono James Bond utilizza il fucile subacqueo "Jaguar".
Nel film Tentacoli del 1977 vengono usate attrezzature Technisub.
Nella spedizione sul relitto dell'Andrea Doria del 1968 di Bruno Vailati vengono usate attrezzature subacquee Technisub.